# Келюс, Маргарита де Мюрсе

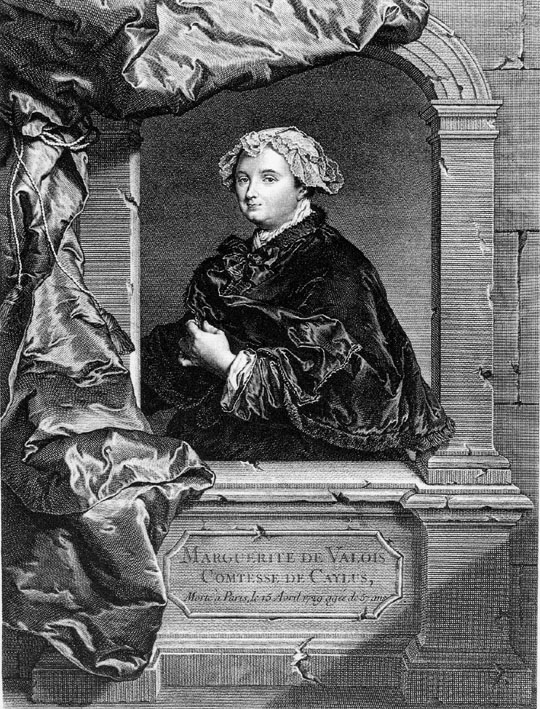
Мадам де Кейлюс. Гравюра

Марта Маргарита ле Валуа де Вилетт де Марсэ, маркиза де Келюс (фр. Marthe Marguerite le Valois de Vilette de Marçay, marquise de Caylus; 1673, Пуату — 1729) — мать графа Кейлюса, племянница госпожи Ментенон.
В 13 лет вышла замуж за маркиза Анна де Келюса (1666—1704). Славилась язвительным остроумием. Своими любовными похождениями навлекла на себя немилость короля. Её мемуары были изданы Вольтером в 1770 году.